# Kubok SSSR 1963
La Kubok SSSR 1963 fu la 22ª edizione del trofeo. Vide la vittoria finale dello Spartak Mosca, giunto al suo settimo titolo.

## Formula
Rispetto all'edizione precedente  ci fu un cambio di regolamento, che andò a rispecchiare la modifica del campionato sovietico di calcio: nel 1962, infatti, fu aggiunto un terzo livello nazionale, inizialmente noto come Klass B (che era il nome con cui era precedentemente nota la seconda serie), che si andò ad aggiungere ai due esistenti. Il torneo era, perciò, sempre diviso in due fasi, la fase preliminare e la fase finale, ma nella prima fase parteciparono solo club della neonata Klass B. Nella fase preliminare le zone erano dieci, andando a rispecchiare le nove zone in cui era divisa la Klass B 1963; ciascuna zona prevedeva un unico ammesso alla seconda fase.
Nella seconda fase quattro delle dieci ammesse affrontarono il primo turno contro quattro delle diciotto formazioni della Vtoraja Gruppa A 1963 (seconda serie del campionato sovietico), mentre le altre sei, insieme alle restanti squadre della Vtoraja Gruppa A entrarono in scena direttamente al secondo turno. Infine le venti squadre di Pervaja Gruppa A 1963 (massima serie), entrarono in scena solo dal terzo turno.
In tutti i turni, sia nella fase preliminare che in quella finale, la formula fu quella classica dei turni ad eliminazione diretta, con gare di sola andata e tempi supplementari, ma non rigori: in caso di parità si ricorreva al replay, disputato il giorno seguente sul medesimo terreno di gioco; la finale, come da tradizione, fu disputata a Mosca allo Stadio Centrale Lenin.

## Fase preliminare

### Zona Russia I

#### Ottavi
Le partite furono disputate tra il 2 e il 5 maggio 1963.
| Squadra 1              | Risultato   | Squadra 2           |
| ---------------------- | ----------- | ------------------- |
| Šachtër Tula           | 0 – 1       | Volga Kalinin       |
| Torpedo Vladimir       | 2 – 0       | Тralflotovec        |
| Sputnik Kaluga         | 1 – 2       | Vympel Kaliningrad  |
| Spartak Orël           | 1 – 0 (dts) | Onežec Petrozavodsk |
| Dinamo Brjansk         | 1 – 0       | Trud Noginsk        |
| Trudovye Rezervy Kursk | 1 – 0       | Serp i Molot Mosca  |
| Metallurg Čerepovec    | 1 – 2       | Spartak Leningrado  |
| Spartak Rjazan'        | 0 – 1       | Zvezda Serpuchov    |

#### Quarti di finale
Le partite furono disputate tra il 9 e il 10 maggio 1963.
| Squadra 1              | Risultato | Squadra 2        |
| ---------------------- | --------- | ---------------- |
| Trudovye Rezervy Kursk | 1 – 0     | Torpedo Vladimir |
| Vympel Kaliningrad     | 1 – 2     | Zvezda Serpuchov |
| Spartak Leningrado     | 2 – 1     | Spartak Orël     |
| Dinamo Brjansk         | 1 – 2     | Volga Kalinin    |

#### Semifinali
Le partite furono disputate il 16 maggio 1963.
| Squadra 1        | Risultato | Squadra 2              |
| ---------------- | --------- | ---------------------- |
| Volga Kalinin    | 2 – 0     | Spartak Leningrado     |
| Zvezda Serpuchov | 8 – 1     | Trudovye Rezervy Kursk |

#### Finale
La partita fu disputata il 23 maggio 1963.
| Squadra 1     | Risultato   | Squadra 2        |
| ------------- | ----------- | ---------------- |
| Volga Kalinin | 2 – 1 (dts) | Zvezda Serpuchov |

### Zona Russia II

#### Primo turno
La partita fu disputata il 29 aprile 1963.
| Squadra 1      | Risultato   | Squadra 2      |
| -------------- | ----------- | -------------- |
| Torpedo Lipeck | 1 – 2 (dts) | SKA Leningrado |

#### Ottavi
Le partite furono disputate tra il 30 aprile e il 3 maggio 1963.
| Squadra 1           | Risultato   | Squadra 2            |
| ------------------- | ----------- | -------------------- |
| Spartak Saransk     | 2 – 1       | Energiya Voronezh    |
| Zarja Penza         | 1 – 0       | Volga Ul'janovsk     |
| Tekstilščik Ivanovo | 3 – 2 (dts) | Torpedo Pavlovo      |
| Spartak Tambov      | 1 – 3       | SKA Leningrado       |
| Chimik Novomoskovsk | 1 – 2       | Spartak Smolensk     |
| Avangard Kolomna    | 1 – 0       | Chimik Dzeržinsk     |
| Znamja Truda        | 1 – 2       | Tekstilščik Kostroma |
| Neftyanik Syzran    | 1 – 0       | Baltika              |

#### Quarti di finale
Le partite furono disputate tra il 9 e il 10 maggio 1963.
| Squadra 1            | Risultato   | Squadra 2           |
| -------------------- | ----------- | ------------------- |
| Zarja Penza          | 1 – 3       | SKA Leningrado      |
| Spartak Saransk      | 0 – 2       | Neftyanik Syzran    |
| Tekstilščik Kostroma | 2 – 1 (dts) | Avangard Kolomna    |
| Spartak Smolensk     | 0 – 1       | Tekstilščik Ivanovo |

#### Semifinali
Le partite furono disputate il 16 maggio 1963.
| Squadra 1           | Risultato | Squadra 2            |
| ------------------- | --------- | -------------------- |
| Tekstilščik Ivanovo | 3 – 1     | Tekstilščik Kostroma |
| SKA Leningrado      | 2 – 0     | Neftyanik Syzran     |

#### Finale
La partita fu disputata il 21 maggio 1963.
| Squadra 1      | Risultato | Squadra 2           |
| -------------- | --------- | ------------------- |
| SKA Leningrado | 2 – 1     | Tekstilščik Ivanovo |

### Zona Russia III

#### Ottavi
Le partite furono disputate il 2 maggio 1963.
| Squadra 1                    | Risultato   | Squadra 2                   |
| ---------------------------- | ----------- | --------------------------- |
| Torpedo Armavir              | 1 – 2       | Torpedo Taganrog            |
| Dinamo Machačkala            | 2 – 1       | Spartak Nal'čik             |
| Volgar' Astrachan'           | 0 – 4       | Trudovye Rezervy Kislovodsk |
| Urožaj Majkop                | 1 – 3       | Rostsel'maš                 |
| Terek Groznyj                | 2 – 1 (dts) | Sokol Saratov               |
| Spartak Ordžonikidze         | 3 – 1       | Energija Volžskij           |
| Šachtër Šachty               | 2 – 1       | Dinamo Stavropol'           |
| Progress Kamensk-Shakhtinsky | 2 – 1       | Cement Novorossijsk         |

#### Quarti di finale
Le partite furono disputate tra il 9 e il 12 maggio 1963.
| Squadra 1                    | Risultato | Squadra 2                   |
| ---------------------------- | --------- | --------------------------- |
| Terek Groznyj                | 3 – 1     | Spartak Ordžonikidze        |
| Progress Kamensk-Shakhtinsky | 0 – 1     | Šachtër Šachty              |
| Dinamo Machačkala            | 2 – 0     | Trudovye Rezervy Kislovodsk |
| Torpedo Taganrog             | 2 – 0     | Rostsel'maš                 |

#### Semifinali
Le partite furono disputate il 16 maggio 1963.
| Squadra 1      | Risultato   | Squadra 2         |
| -------------- | ----------- | ----------------- |
| Šachtër Šachty | 3 – 2       | Torpedo Taganrog  |
| Terek Groznyj  | 1 – 2 (dts) | Dinamo Machačkala |

#### Finale
La partita fu disputata il 23 maggio 1963.
| Squadra 1      | Risultato | Squadra 2         |
| -------------- | --------- | ----------------- |
| Šachtër Šachty | 2 – 1     | Dinamo Machačkala |

### Zona Russia IV

#### Ottavi
Le partite furono disputate tra il 2 e il 3 maggio 1963.
| Squadra 1              | Risultato | Squadra 2                |
| ---------------------- | --------- | ------------------------ |
| Metallurg Magnitogorsk | 3 – 0     | Saljut Kamensk-Ural'skij |
| Stroitel' Ufa          | 0 – 1     | Dinamo Kirov             |
| Stroitel' Kurgan       | 2 – 1     | Khimik Berezniki         |
| Lokomotiv Orenburg     | 2 – 1     | Metallurg Kuybyshev      |
| Khimik Salavat         | 2 – 1     | Zenit Iževsk             |
| Iskra Kazan'           | 1 – 0     | Uralec-TS Nižnij Tagil   |
| Geolog Tjumen'         | 1 – 0     | Zvezda Perm'             |
| Trud Joškar-Ola        | 0 – 1     | Progress Zelenodolsk     |

#### Quarti di finale
Le partite furono disputate il 9 maggio 1963.
| Squadra 1              | Risultato | Squadra 2            |
| ---------------------- | --------- | -------------------- |
| Metallurg Magnitogorsk | 3 – 1     | Khimik Salavat       |
| Iskra Kazan'           | 3 – 1     | Progress Zelenodolsk |
| Geolog Tjumen'         | 1 – 0     | Stroitel' Kurgan     |
| Dinamo Kirov           | 3 – 1     | Lokomotiv Orenburg   |

#### Semifinali
Le partite furono disputate il 16 maggio 1963.
| Squadra 1    | Risultato | Squadra 2              |
| ------------ | --------- | ---------------------- |
| Iskra Kazan' | 5 – 0     | Geolog Tjumen'         |
| Dinamo Kirov | 2 – 1     | Metallurg Magnitogorsk |

#### Finale
La partita fu disputata il 22 maggio 1963.
| Squadra 1    | Risultato   | Squadra 2    |
| ------------ | ----------- | ------------ |
| Iskra Kazan' | 4 – 2 (dts) | Dinamo Kirov |

### Zona Russia V

#### Ottavi
Le partite furono disputate tra il 2 e il 3 maggio 1963.
| Squadra 1              | Risultato   | Squadra 2           |
| ---------------------- | ----------- | ------------------- |
| Zabaikalets Chita      | 2 – 0       | Bajkal Ulan-Ude     |
| Sibsel'maš Novosibirsk | 2 – 6       | Temp Barnaul        |
| Chimik Kemerovo        | 2 – 1       | Šachtër Prokop'evsk |
| Irtyš Omsk             | 5 – 0 (dts) | Тomič Tomsk         |
| Avangard K.N.A.        | 0 – 1 (dts) | SKA-Chabarovsk      |
| Start Angarsk          | 3 – 1       | Angara Irkutsk      |
| Luč Vladivostok        | 0 – 1       | Amur Blagoveščensk  |

#### Quarti di finale
Le partite furono disputate il 9 maggio 1963.
| Squadra 1             | Risultato   | Squadra 2          |
| --------------------- | ----------- | ------------------ |
| Lokomotiv Krasnojarsk | 1 – 0 (dts) | Chimik Kemerovo    |
| Zabaikalets Chita     | 0 – 2       | Start Angarsk      |
| Temp Barnaul          | 1 – 0       | Irtyš Omsk         |
| SKA-Chabarovsk        | 1 – 0       | Amur Blagoveščensk |

#### Semifinali
Le partite furono disputate il 19 e il 21 maggio 1963.
| Squadra 1     | Risultato   | Squadra 2             |
| ------------- | ----------- | --------------------- |
| Temp Barnaul  | 1 – 0 (dts) | Lokomotiv Krasnojarsk |
| Start Angarsk | 1 – 2 (dts) | SKA-Chabarovsk        |

#### Finale
La partita fu disputata il 29 maggio 1963.
| Squadra 1      | Risultato | Squadra 2    |
| -------------- | --------- | ------------ |
| SKA-Chabarovsk | 2 – 0     | Temp Barnaul |

### Zona Ucraina I

#### Ottavi di finale
Le partite furono disputate il 17 aprile 1963.
| Squadra 1                | Risultato | Squadra 2          |
| ------------------------ | --------- | ------------------ |
| Polіssja Žytomyr         | 3 – 0     | Kolchoznik Rivne   |
| SKA Kiev                 | 2 – 1     | Avangard Ternopol  |
| Desna Černihiv           | 1 – 0     | Volyn'             |
| Spartak Ivano-Frankivs'k | 1 – 0     | Lokomotyv Vinnycja |
| Dynamo Chmel'nyc'kyj     | 3 – 2     | SKA Leopoli        |

#### Quarti di finale
Le partite furono disputate tra il 17 e il 24 aprile 1963.
| Squadra 1                | Risultato | Squadra 2            |
| ------------------------ | --------- | -------------------- |
| Verchovina Užhorod       | 2 – 1     | Neftyanik Drogobych  |
| Spartak Ivano-Frankivs'k | 2 – 0     | Dynamo Chmel'nyc'kyj |
| Avangard Černivci        | 0 – 2     | SKA Kiev             |
| Polіssja Žytomyr         | 1 – 0     | Desna Černihiv       |

#### Semifinali
Le partite furono disputate il 5 maggio 1963.
| Squadra 1          | Risultato   | Squadra 2                |
| ------------------ | ----------- | ------------------------ |
| Verchovina Užhorod | 1 – 2       | Spartak Ivano-Frankivs'k |
| Polіssja Žytomyr   | 2 – 3 (dts) | SKA Kiev                 |

#### Finali
La partita fu disputata il 22 maggio 1963.
| Squadra 1                | Risultato | Squadra 2 |
| ------------------------ | --------- | --------- |
| Spartak Ivano-Frankivs'k | 2 – 1     | SKA Kiev  |

### Zona Ucraina II

#### Ottavi di finale
Le partite furono disputate il 17 aprile 1963.
| Squadra 1             | Risultato | Squadra 2            |
| --------------------- | --------- | -------------------- |
| Tavrija               | 3 – 0     | Avanhard Kramators'k |
| Šachtar Horlivka      | 0 – 2     | Torpedo Kharkov      |
| Azovstal' Ždanov      | 1 – 2     | Šachtar Kadiïvka     |
| Burevestnik Melitopol | 1 – 0     | Spartak Sumy         |
| SKF Sebastopoli       | 2 – 1     | Metallurg Kommunarsk |
| Lokomotiv Donetsk     | 2 – 0     | Metallurg Kerč       |

#### Quarti di finale
Le partite furono disputate il 24 aprile 1963.
| Squadra 1            | Risultato   | Squadra 2             |
| -------------------- | ----------- | --------------------- |
| Metallurg Yenakievo  | 1 – 2       | SKF Sebastopoli       |
| Khimik Severodonetsk | 2 – 0       | Burevestnik Melitopol |
| Tavrija              | 1 – 0       | Lokomotiv Donetsk     |
| Šachtar Kadiïvka     | 1 – 0 (dts) | Torpedo Kharkov       |

#### Semifinali
Le partite furono disputate il 5 maggio 1963.
| Squadra 1        | Risultato   | Squadra 2            |
| ---------------- | ----------- | -------------------- |
| SKF Sebastopoli  | 2 – 0       | Tavrija              |
| Šachtar Kadiïvka | 0 – 1 (dts) | Khimik Severodonetsk |

#### Finali
La partita fu disputata il 22 maggio 1963.
| Squadra 1       | Risultato | Squadra 2            |
| --------------- | --------- | -------------------- |
| SKF Sebastopoli | 1 – 2     | Khimik Severodonetsk |

### Zona Ucraina III

#### Ottavi di finale
Le partite furono disputate il 17 aprile 1963.
| Squadra 1              | Risultato   | Squadra 2                   |
| ---------------------- | ----------- | --------------------------- |
| Kolchoznik Čerkasy     | 1 – 0 (dts) | Zvezda Kirovohrad           |
| Sudostroitel' Mykolaïv | 2 – 1       | Arsenal Kiev                |
| Stroitel Cherson       | 2 – 0       | Kolchoznik Poltava          |
| Šachtër Oleksandrija   | 2 – 1       | Dnepr Kremenčuk             |
| Avangard Zheltye Vody  | 2 – 0       | Dneprovets Dneprodzerzhinsk |

#### Quarti di finale
Le partite furono disputate tra il 17 e il 25 aprile 1963.
| Squadra 1          | Risultato   | Squadra 2              |
| ------------------ | ----------- | ---------------------- |
| SKA Odessa         | 4 – 0       | Gornjak Krivoj Rog     |
| Trubnik Nikopol    | 0 – 2       | Sudostroitel' Mykolaïv |
| Kolchoznik Čerkasy | 2 – 1 (dts) | Šachtër Oleksandrija   |
| Stroitel Cherson   | 1 – 2       | Avangard Zheltye Vody  |

#### Semifinali
Le partite furono disputate il 5 maggio 1963.
| Squadra 1              | Risultato | Squadra 2          |
| ---------------------- | --------- | ------------------ |
| Sudostroitel' Mykolaïv | 2 – 0     | Kolchoznik Čerkasy |
| Avangard Zheltye Vody  | 0 – 1     | SKA Odessa         |

#### Finali
La partita fu disputata il 12 maggio 1963.
| Squadra 1              | Risultato | Squadra 2  |
| ---------------------- | --------- | ---------- |
| Sudostroitel' Mykolaïv | 0 – 1     | SKA Odessa |

### Zona Repubbliche I

#### Ottavi
Le partite furono disputate tra il 7 aprile e il 7 maggio 1963.
| Squadra 1         | Risultato   | Squadra 2          |
| ----------------- | ----------- | ------------------ |
| Nairi Yerevan     | 2 – 0       | Dinamo Batumi      |
| Dinamo Kirovobad  | 1 – 0 (dts) | Zveynieks Liepāja  |
| Nistrul Bender    | 1 – 0 (dts) | Lori Kirovakan     |
| Metallurg Rustavi | 2 – 3 (dts) | Lučafėrul Tiraspol |
| Dinamo Batumi     | 1 – 0       | Stroitel Beltsy    |
| Spartak Brest     | 0 – 2       | Granitas Klaipėda  |
| SKA Minsk         | 0 – 1       | Dünamo Tallinn     |
| Khimik Mogilev    | 1 – 0       | Dvina Vicebsk      |

#### Quarti di finale
Le partite furono disputate tra il 9 e il 26 maggio 1963.
| Squadra 1          | Risultato | Squadra 2        |
| ------------------ | --------- | ---------------- |
| Nairi Yerevan      | 1 – 0     | Dinamo Batumi    |
| Dünamo Tallinn     | 2 – 0     | Dinamo Kirovobad |
| Lučafėrul Tiraspol | 2 – 0     | Nistrul Bender   |
| Granitas Klaipėda  | 3 – 2     | Khimik Mogilev   |

#### Semifinali
Le partite furono disputate il 15 maggio 1963.
| Squadra 1      | Risultato | Squadra 2          |
| -------------- | --------- | ------------------ |
| Nairi Yerevan  | 5 – 1     | Lučafėrul Tiraspol |
| Dünamo Tallinn | 5 – 0     | Granitas Klaipėda  |

#### Finale
La partita fu disputata il 20 maggio 1963.
| Squadra 1      | Risultato | Squadra 2     |
| -------------- | --------- | ------------- |
| Dünamo Tallinn | 3 – 2     | Nairi Yerevan |

### Zona Repubbliche II

#### Ottavi
Le partite furono disputate tra il 2 e il 3 maggio 1963.
| Squadra 1               | Risultato | Squadra 2           |
| ----------------------- | --------- | ------------------- |
| Vostok Ust'-Kamenogorsk | 0 – 1     | K'olkheti-1913 Poti |
| Pamir Leninabad         | 1 – 0     | Metallist Džambul   |
| Neftyanik Fergana       | 0 – 3     | Khimik Chirchik     |
| Širak Leninakan         | 2 – 0     | Lokomotiv Tbilisi   |

#### Quarti di finale
Le partite furono disputate il 6 maggio 1963.
| Squadra 1           | Risultato   | Squadra 2          |
| ------------------- | ----------- | ------------------ |
| K'olkheti-1913 Poti | 1 – 0       | Širak Leninakan    |
| Khimik Chirchik     | 1 – 0 (dts) | Pamir Leninabad    |
| Energetik Dušanbe   | 3 – 2       | Metallurg Şımkent  |
| ADK Alma-Ata        | 0 – 2       | Spartak Samarcanda |

#### Semifinali
Le partite furono disputate il 14 maggio 1963.
| Squadra 1           | Risultato | Squadra 2         |
| ------------------- | --------- | ----------------- |
| Spartak Samarcanda  | 1 – 0     | Khimik Chirchik   |
| K'olkheti-1913 Poti | 1 – 2     | Energetik Dušanbe |

#### Finale
La partita fu disputata il 19 maggio 1963.
| Squadra 1          | Risultato | Squadra 2         |
| ------------------ | --------- | ----------------- |
| Spartak Samarcanda | 3 – 2     | Energetik Dušanbe |

## Fase finale

### Primo turno
Le gare furono disputate tra il 25 maggio e il 1º giugno 1963.
| Squadra 1            | Risultato | Squadra 2         |
| -------------------- | --------- | ----------------- |
| Spartak Samarcanda   | 2 – 3     | Shahter Qaraǵandy |
| Shahtyor Shahty      | 4 – 1     | Alga Frunze       |
| Khimik Severodonetsk | 2 – 0     | Kuban'            |
| SKA Leningrado       | 2 – 1     | Čornomorec'       |

### Secondo turno
Le gare furono disputate tra il 29 maggio e il 15 giugno 1963.
| Squadra 1                | Risultato   | Squadra 2                |
| ------------------------ | ----------- | ------------------------ |
| Dünamo Tallinn           | [ 7 ]       | Uralmaš                  |
| SKA Odessa               | 1 – 0       | Karpaty                  |
| Spartak Ivano-Frankivs'k | 0 – 2       | Daugava Rīga             |
| Iskra Kazan'             | 1 – 2 (dts) | Metalurh Zaporižžja      |
| Shahter Qaraǵandy        | 2 – 0 (dts) | Šachtër Šachty           |
| SKA Novosibirsk          | 1 – 0       | Trudovi Rezervy Luhans'k |
| SKA-Chabarovsk           | 2 – 0       | Traktor Volgograd        |
| Volga Kalinin            | 2 – 1       | Trud Voronež             |
| SKA Leningrado           | 2 – 1 (dts) | Khimik Severodonetsk     |
| Šinnik                   | 3 – 1       | Volga Gor'kij            |
| Dnepr                    | 1 – 2 (dts) | Žalgiris                 |
| Lokomotiv Gomel          | 3 – 1       | Lokomotiv Čeljabinsk     |

### Terzo turno
Le gare furono disputate tra il 23 maggio e il 17 giugno 1963.
| Squadra 1           | Risultato   | Squadra 2                |
| ------------------- | ----------- | ------------------------ |
| Torpedo Mosca       | 2 – 0       | Ararat                   |
| CSKA Mosca          | 0 – 1       | Šachtar                  |
| Žalgiris            | 2 – 4       | Moldova Chișinău         |
| SKA Novosibirsk     | 3 – 1 (dts) | Neftyanik Baku           |
| SKA Leningrado      | 0 – 1       | Qairat                   |
| Šinnik              | 0 – 3       | Spartak Mosca            |
| Shahter Qaraǵandy   | 3 – 0       | Zenit Leningrado         |
| Metalurh Zaporižžja | 1 – 0       | SKA Rostov               |
| Dinamo Leningrado   | 5 – 1       | Paxtakor                 |
| Daugava Rīga        | 3 – 0       | Avangard Charkiv         |
| SKA Odessa          | 0 – 1       | Dinamo Mosca             |
| Dinamo Minsk        | 3 – 0       | Lokomotiv Gomel          |
| Dinamo Kiev         | 2 – 0       | Lokomotiv Mosca          |
| Volga Kalinin       | 4 – 2 (dts) | Dinamo Tbilisi           |
| SKA-Chabarovsk      | 1 – 0       | T'orp'edo Kutaisi        |
| Dünamo Tallinn      | 3 – 1 (dts) | Kryl'ja Sovetov Kujbyšev |

### Ottavi di finale
Le gare furono disputate il 28 e il 29 giugno 1963.
| Squadra 1         | Risultato | Squadra 2           |
| ----------------- | --------- | ------------------- |
| Spartak Mosca     | 1 – 0     | Dinamo Kiev         |
| SKA-Chabarovsk    | 1 – 0     | SKA Novosibirsk     |
| Šachtar           | 4 – 1     | Torpedo Mosca       |
| Moldova Chișinău  | 2 – 0     | Dünamo Tallinn      |
| Qairat            | 3 – 1     | Metalurh Zaporižžja |
| Dinamo Leningrado | 2 – 1     | Volga Kalinin       |
| Daugava Rīga      | 0 – 1     | Dinamo Minsk        |
| Dinamo Mosca      | 2 – 1     | Shahter Qaraǵandy   |

### Quarti di finale
Le gare furono disputate tra il 17 luglio e il 4 agosto 1963.
| Squadra 1        | Risultato   | Squadra 2         |
| ---------------- | ----------- | ----------------- |
| Šachtar          | 2 – 1       | SKA-Chabarovsk    |
| Spartak Mosca    | 4 – 1       | Dinamo Leningrado |
| Dinamo Minsk     | 0 – 2 (dts) | Dinamo Mosca      |
| Moldova Chișinău | 0 – 1       | Qairat            |

### Semifinali
Le gare furono disputate il 6 agosto 1963.
| Squadra 1     | Risultato   | Squadra 2    |
| ------------- | ----------- | ------------ |
| Spartak Mosca | 2 – 0       | Dinamo Mosca |
| Šachtar       | 2 – 1 (dts) | Qairat       |

### Finale
| Mosca 10 agosto 1963, ore ?:?                                        | Spartak Mosca | 2 – 1 referto | Šachtar | Stadio Centrale Lenin (104000 spett.) |
| \| \| \| \| \| Chusainov 10’ Falin 62’ \| Marcatori \| 8’ Kolosov \| |               |               |         |                                       |
|                                                                      |               |               |         |                                       |
| Chusainov 10’ Falin 62’                                              | Marcatori     | 8’ Kolosov    |         |                                       |